# 信濃平站
信濃平站（日语：／ Sinano-Taira eki */?）是位於長野縣飯山市大字常盤，屬於東日本旅客鐵道（JR東日本）的飯山線車站。

## 歷史
- 1923年（大正12年）7月6日：飯山鐵道 飯山站至桑名川站之間開通，此站啟用，當時車站名為信州平站（日语：／）[1]。
- 1944年（昭和19年）6月1日：隨著飯山鐵道國有化，飯山鐵道編入至運輸通信省（後來為日本國有鐵道）飯山線[3]。同時車站改名為信濃平站[1]。
- 1987年（昭和62年）4月1日：伴隨國鐵分割民營化，車站由東日本旅客鐵道（JR東日本）營運。

## 車站構造

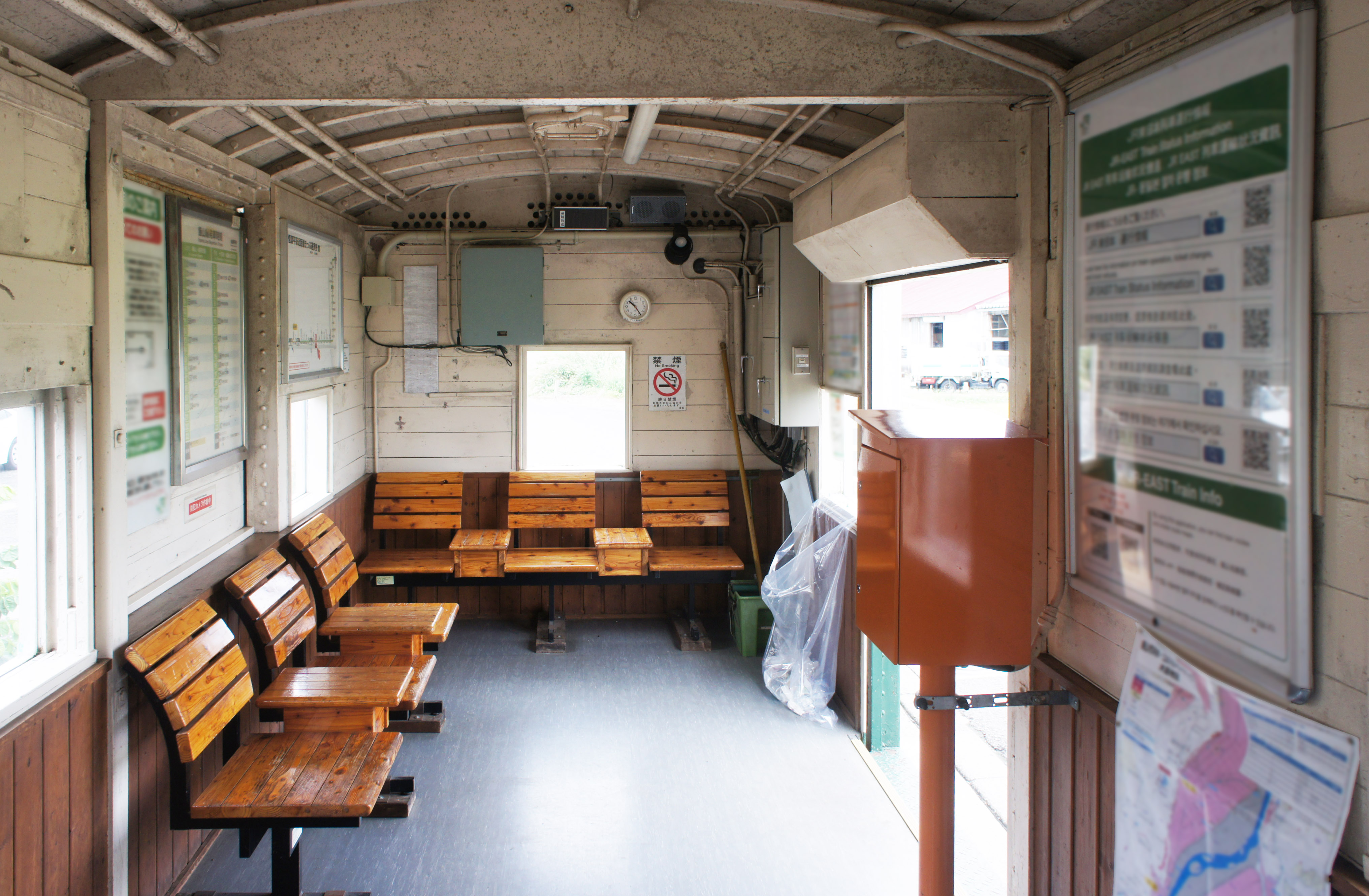
候車室內（2021年9月）
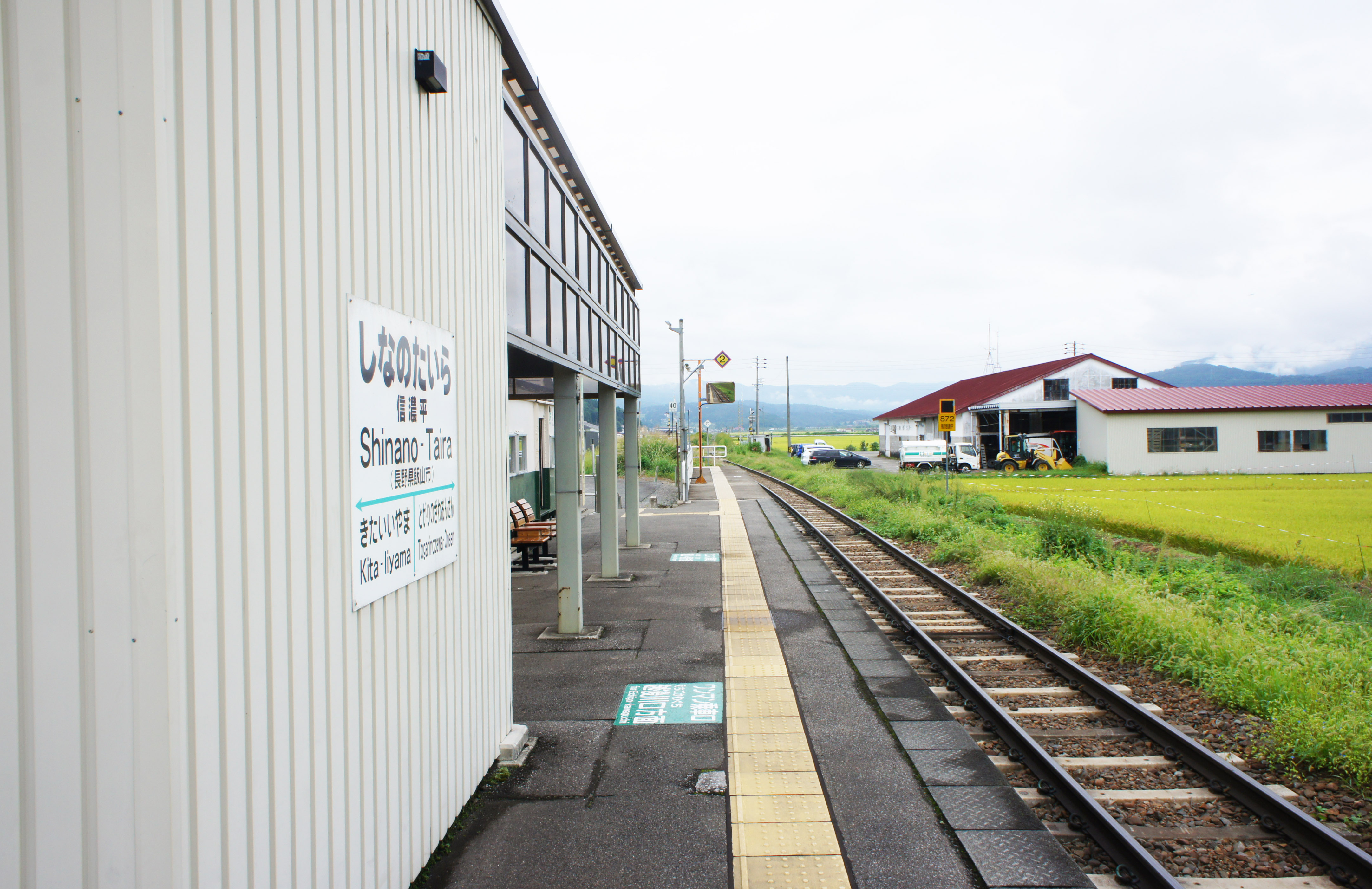
月台（2021年9月）

本站為1面1線單式月台的地面車站。過去本站設有1面2線的島式月台（旅客使用）和1面1線的貨物月台，現時貨物月台遺址變成為停車場。本站是由飯山站管理的無人車站，其站房是使用棚車緩急車（Wawa29737）改造而成。

## 使用狀況
根據「長野縣統計書」資料，以下為乘車人次變化：
- 2009年度 - 75人[2]
- 2010年度 - 70人
- 2011年度 - 72人

## 車站周邊
車站周邊為田園地帶。
- 飯山市立常盤小學
- 千曲川
- 國道117號（日语：国道117号）
- 黑岩山 (長野縣)（日语：黒岩山 (長野県)）
- 長野農業協同組合（日语：ながの農業協同組合）美幸農業機械中心[1]
- 道之驛花之驛 千曲川（日语：道の駅花の駅 千曲川）[2]

## 相鄰車站
東日本旅客鐵道（JR東日本）
■飯山線
北飯山－信濃平－戶狩野澤溫泉

## 注腳
1. 1 2 3 4 5 6 7 8 9 10 11 12  . 週刊朝日百科. 21号 新潟駅・弥彦駅・津南駅ほか. 朝日新聞出版. 2012-12-30: 25 （日语）.
2. 1 2 3 4 5  信濃毎日新聞社出版部. . 信濃毎日新聞社. 2011-07-24: 41. ISBN 9784784071647 （日语）.
3. ↑  「運輸通信省告示第249号・第250号」『官報』1944年5月27日（國立國會圖書館數碼化收藏）

## 外部連結
- 車站資訊（信濃平）：東日本旅客鐵道